# Виногродська Лариса Іванівна
Лариса Іванівна Виногродська (5 лютого 1947, Комсомольськ-на-Амурі) — український вчений-археолог, кандидат історичних наук (1993).

## Життєпис
Народилася в м. Комсомольськ-на-Амурі Хабаровського краю, Росія.
У 1979 році закінчила факультет теорії та історії мистецтва Київського державного художнього інституту.
Працює старшим науковим співробітником у Відділі давньоруської та середньовічної археології Інституту археології НАН України.
Кандидатська дисертація на тему «Кахлі Середнього Подніпров'я XIV — середини XVIII ст.» захищена 1993 р.
Досліджує українську кераміку доби пізнього середньовіччя, головним чином кахлі; автор керамологічних публікацій у періодичних виданнях і збірниках; дійсний член Міжнародної ради з охорони пам'яток та історичних місць (англ. ICOMOS).

## Основні праці
1. Бєляєва С. О., Виногродська Л. І., Сухобоков О. В., Ерзой Б. Археологічні дослідження в Очакові. — АВУ, 1998 р., с. 55 — 57.
2. Виногродская Л. И. Материалы по керамическому производству 17 — 18 вв. на Полтавщине. — «Охорона і дослідження пам'яток археології Полтавщини», Полтава, 1990 р., с. 182—186.
3. Виногродская Л. И. Некоторые типы керамики Чернигово-Северской земли 2 п.13 — 15 вв. — «Проблемы археологии южной Руси», К., Наукова думка, 1990 г., с. 96 — 99.
4. Виногродская Л. И. Новгород-Северский во 2 п.13 — 17 вв. — «Новгороду-Северскому 1000 лет», Чн., 1989 г., с. 52 — 54.
5. Виногродская Л. И. Новые данные о черниговских изразцах: по материалам раскопок в Ильинском монастыре в 1992 г. — «Археологічні старожитності Подесення», Чернігів, Сіверянська думка, 1995 р., с. 30 — 31.
6. Виногродская Л. И. Поливная керамика на Украине 13 — 18 вв.: постановка проблемы. — «Историко-культурные связи Причерноморья и Средиземноморья 10 — 18 вв. по материалам поливной керамики», Симферополь, 1998 г., с. 58 — 59.
7. Виногродська Л. І. Археологічні дослідження на території Канівського узбережжя в 2001 р. — АВУ, 2002 р., с. 96 — 97.
8. Виногродська Л. І. До історії керамічного і скляного виробництва на Україні у 14 — 18 ст. — Археологія, 1997 р., № 2, с. 130—138.
9. Виногродська Л. І. До історії розвитку кахлярства в Україні у 14 — 17 ст. — «Історія Русі-України», К., 1998 р., с. 265—273.
10. Виногродська Л. І. До питання про хронологію середньовічної кераміки з Новгорода-Сіверського. — Археологія, 1988 р., т. 61, с. 47 — 53.
11. Виногродська Л. І. Історико-археологічні дослідження поблизу с. Пилява Хмельницької обл.: до локалізації місця Пилявецької битви. — Археологія, 1997 р., № 1, с.
12. Виногродська Л. І. Кахлі середнього Подніпров'я 14 — с.18 ст. — К.: автореф.к.і.н., 1993 р. — 19 с.
13. Виногродська Л. І., Петрашенко В. О. Нові дослідження давньоруського поселення неподалік с. Григорівка на Дніпрі. — «Старожитності південної Русі», Чн., Сіверянська думка, 1993 р., с. 49 — 60.
14. Виногродська Л. І. Охоронні роботи та розвідки у Трахтемирівському заповіднику і с. Германівка Київської області в 1996—1997 рр. — АВУ, 1998 р., с. 10 — 11.
15. Виногродська Л. І. Результати археологічних досліджень в с. Пилява Старосинявського району. — ХМ500, 1991 р., с. 109—110.
16. Виногродська Л. І. Розвідувальні археологічні роботи у м. Старокостянтинів в 2001 р. — АВУ, 2002 р., с. 105—108, 4 іл.
17. Виногродська Л. І. Середньовічні кахлі з Білгорода-Дністровського. — АЛЛУ, 1999 р., № 2, с. 52 — 53.
18. Виногродська Л. І. Чернігівські кахлі 17 — 18 ст. — «Чернігівська старовина», Чернігів, Сіверянська думка, 1992 р., с. 75 — 83.
19. Петрашенко В. А., Виногродская Л. И. Древнерусское поселение у с. Григоровка в каневском Поднепровье: итоги археологического исследования. — «Чернигов и его округа в 9 — 13 вв.», Чернигов, 1990 г., с. 122—125.
20. Петрашенко В. О., Виногродська Л. І., Козюба В. К. Роботи Трахтемирівської експедиції у 2000 р. — АВУ, 2001 р., с. 189—193, 1 іл.
21. Юра Р. О., Горішній П. А., Виногродська Л. І. Середньовічна кераміка з с. Суботів Черкаської обл. — Археологія, 1985 р., т. 50, с. 65 — 74.